# Zheng Yumin
Zheng Yumin (chinesisch 郑昱闽; * 14. August 1967) ist ein ehemaliger chinesischer Badmintonspieler, der später für Hongkong startete. 

## Karriere
Mit Huang Zhanzhong gewann Zheng Yumin 1991 das Herrendoppel bei den Denmark Open. Im gleichen Jahr belegten beide Platz zwei bei den Hong Kong Open, den China Open und dem World Badminton Grand Prix. 1992 wurden sie noch einmal Zweite bei den Hong Kong Open, ehe sie 1993 bei den Korea Open letztmals siegten. Im Mixed holte Zheng Yumin 1990 Bronze mit Shi Fangjing bei den Asienspielen. Im Endspiel der Badminton-Asienmeisterschaft 1993 am 4. April 1993 kollabierte der damals 25-jährige Zheng Yumin im vierten von fünf Spielen des Mannschaftskampfs und musste mit Mund-zu-Mund-Beatmung und Herzdruckmassage reanimiert werden. Indonesien gewann das Finale letztendlich mit 3:2.

## Sportliche Erfolge
| Saison | Veranstaltung              | Disziplin    | Platz | Name                          |
| ------ | -------------------------- | ------------ | ----- | ----------------------------- |
| 1990   | Asienspiele                | Mixed        | 3     | Zheng Yumin / Shi Fangjing    |
| 1991   | World Badminton Grand Prix | Herrendoppel | 2     | Huang Zhanzhong / Zheng Yumin |
| 1991   | Hong Kong Open             | Herrendoppel | 2     | Huang Zhanzhong / Zheng Yumin |
| 1991   | China Open                 | Herrendoppel | 2     | Huang Zhanzhong / Zheng Yumin |
| 1991   | Denmark Open               | Herrendoppel | 1     | Zheng Yumin / Huang Zhanzhong |
| 1992   | Hong Kong Open             | Herrendoppel | 2     | Huang Zhanzhong / Zheng Yumin |
| 1993   | Korea Open                 | Herrendoppel | 1     | Huang Zhanzhong / Zheng Yumin |